# Djiby Fall
Baye Djiby Fall (Thiès, 20 april 1985) is een Senegalees voetballer (aanvaller). Hij staat onder contract bij het Duitse Greuther Fürth. Voordien speelde hij voor onder meer KSC Lokeren, Lokomotiv Moskou en Al Ain.
Nadat zijn contract afgelopen was bij Lokomotiv Moskou tekende hij op 30 januari 2012 een contract bij Sporting Lokeren voor 1,5 jaar met een optie op nog één jaar. Een seizoen eerder was er al interesse vanuit Sporting Lokeren maar het kostenplaatje van 1,5 miljoen euro was veel te hoog.
Fall speelde in 2009 tweemaal voor de Sengalese nationale ploeg. Hij maakte zijn debuut op 28 maart 2009 in een vriendschappelijke wedstrijd tegen Oman (2-0 winst).

## Erelijst
Molde FK
- Topscorer Tippeligaen

2010 (16 goals)
 Sporting Lokeren
- Beker van België